# مايك دوبوز
مايك دوبوز (بالإنجليزية: Mike DuBose)‏ هو مدير فني أمريكي، ولد في 5 يناير 1953 في أوب في الولايات المتحدة.